# Liste des œuvres de Lionel Bonnemère

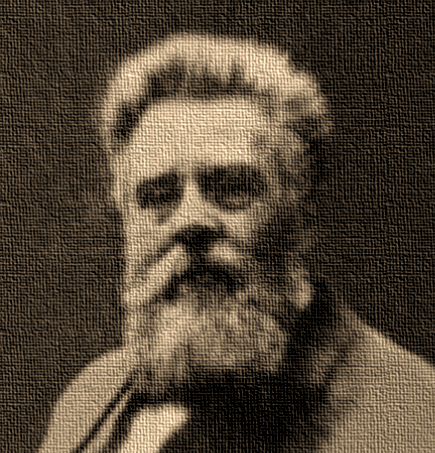
Portrait de Léon Eugène Bonnemère dit Lionel Bonnemère.

Cette liste regroupe les œuvres Léon Eugène Bonnemère plus connu sous le nom de  Lionel Bonnemère
Cette liste regroupe ses œuvres de Sculpture, Librettiste, Théâtre, et poésie, et autres œuvres.

## Sculpture
Comme élève de MM. Mercier et Antoine-Louis Barye , il commence à présenter à 26 ans au Salon des Amis des Arts de la Moselle de 1869, et à plusieurs expositions des Beaux-Arts, Société des Artistes français, au  Palais des Champs-Élysées.
On peut retrouver aussi ses sculptures dans les hôtels de vente comme son Grand Coffret Aux Dinosaures restauré dans l'atelier de l'antiquaire François Constant.
| Date | Titre                                    | Titre                              | Type                                  | Commentaire                                       |
| ---- | ---------------------------------------- | ---------------------------------- | ------------------------------------- | ------------------------------------------------- |
| 1869 | Coffret tirés des fable de la Fontaine   | Bronze avec bas-relief             | Salon des Amis des Arts de la Moselle | Sous le patronage de l'Académie impériale de Metz |
| 1869 | Au printemps no 3255                     | Bas-relief en plâtre               | Palais des Champs-Élysées             | Société des Artistes français                     |
| 1870 | Nox (Nuit en Latin) no 4287              | Allégorie, groupe en plâtre bronzé | Palais des Champs-Élysées             | Société des Artistes français                     |
| 1877 | Pigeon voyageur blessé no 3607           | Groupe en bronze                   | Palais des Champs-Élysées             | Société des Artistes français                     |
| 1878 | Tétras à queue fourchue no 4068          | Plâtre bronzé                      | Palais des Champs-Élysées             | Société des Artistes français                     |
| 1892 | Á la mémoire de Dumnacus, chef des Andes | Monument, Monolithe avec médaillon | A Louerre                             |                                                   |

## Librettiste
Au niveau des abréviations dans les livres de référence : a. Acte, A.P. à propos, B. Ballet, C. Comédie, C. B. Comédie bouffe, C. V. Comédie-Vaudeville, C. bur. Comédie burlesque, D. Drame, D.ly. Drame lyrique, Fé. Féerie, F. Folie, Mimod. Mimodrame, Mon. Monologue, Monom. Monomine, Mys. Mystère, O. Opérette, O. B. Opéra bouffe, O. C. Opéra-comique, P. Pièce, Par. Parodie, Poc. Pochade, Prol. Prologue, Prov. Proverbe, R. Revue, Sc. Scène, t. Tableau, Tra. Tragédie, V. Vaudeville, en v. en Vers.
Avec des leçons de Théodore Dubois, et une bonne maîtrise de l'écriture, Lionel Bonnemère en collaboration de plusieurs musiciens réalisera les textes d'opéra joués en France Paris, au delà des frontières de l'hexagone, Bruxelles, Anvers, Genève, Berlin, Barcelone.
| Date         | Titre                                        | type                                            | Librettistes                                     | Compositeur                      |
| ------------ | -------------------------------------------- | ----------------------------------------------- | ------------------------------------------------ | -------------------------------- |
| À déterminer | Les Etoiles                                  | Ode lyrique en trois parties, pour soli, chœur  | Lionel Bonnemère                                 |                                  |
|              | Caïus Marcius surnommé Coriolan              | Tragédie en cinq actes                          | Lionel Bonnemère                                 | Savatier-Chambon, J.-M. Auteur   |
|              | Au bord de la Loire                          | Nocturne                                        | Lionel Bonnemère                                 |                                  |
| 1894         | La Chanson du Roi                            | 1 acte                                          | Lionel Bonnemère                                 | Frédéric Toulmouche              |
|              | La Loire                                     | ode lyrique                                     | Lionel Bonnemère                                 |                                  |
| À déterminer | Baiser maternel                              | Sonnet                                          | Lionel Bonnemère                                 | Théodore Dubois                  |
| 1880         | La vision des Croisés                        | poème symphonique, Chant, Piano                 | Lionel Bonnemère                                 | Jean-Grégoire Pénavaire          |
| 1884         | Le Roi Arthur (Dourgha)                      | Opéra                                           | Lionel Bonnemère Louis Gallet                    | Camille Saint-Saëns              |
| 1885         | Io Bacchus                                   | Chant, Piano/Orgue                              | Lionel Bonnemère                                 | Jean-Grégoire Pénavaire          |
| 1885         | Crépuscule, Rêverie                          | Chant, Piano/Orgue, avec Cor ou Violon          | Lionel Bonnemère                                 | Jean-Grégoire Pénavaire          |
| 1885         | Chanson pour Nina                            | Chant, Piano/Orgue, avec Violoncelle            | Lionel Bonnemère                                 | Jean-Grégoire Pénavaire          |
| 1885         | Il rinnegato Alonso García                   | Opéra en quatre actes                           | Lionel Bonnemère Achille de Lauzières            | Manuel Giró i Ribé               |
| 1886         | Les templiers                                | Opéra en cinq actes, Die Tempelherren           | Lionel Bonnemère Jules Adenis Armand Silvestre   | Henry Litolff                    |
| 1887         | Berceuse                                     | Poème symphonique                               | Lionel Bonnemère                                 | Théodore Dubois                  |
| 1887         | Michel Colomb                                | Opéra-comique                                   | Lionel Bonnemère Louis Gallet                    | Louis-Albert Bourgault-Ducoudray |
| 1887         | Les Fileuses de Bretagne                     | Chœur pour deux voix de femmes avec Solo        | Lionel Bonnemère                                 | Guy Ropartz                      |
| 1889         | Près du Berceau                              | Poème symphonique                               | Lionel Bonnemère                                 | Henry Litolff                    |
| 1891         | Le Grand Ferré                               | Poème symphonique en 3 parties                  | Lionel Bonnemère                                 | Louis Tiercelin                  |
| 1891         | Le progrès artistique, ou Monseigneur Scapin | Opéra-comique en un acte                        | Lionel Bonnemère Théodore-François Moreau-Sainti | Jean-Grégoire Pénavaire          |
| 1892         | Winkelried                                   | Opéra héroïque en quatre actes et cinq tableaux | Lionel Bonnemère Théodore-François Moreau-Sainti | Louis Lacombe                    |
| 1892         | L'âme de la patrie                           | Opérette en 1 acte                              | Lionel Bonnemère                                 | Frédéric Toulmouche              |
| 1893         | La bataille du Léman                         | Opéra-comique en un acte                        | Lionel Bonnemère                                 | Louis Nicole                     |
| 1894         | Merlin                                       | Opéra                                           | Lionel Bonnemère                                 | Émile Chevé                      |
| 1894         | La chanson du Roi                            | Opéra-comique                                   | Lionel Bonnemère                                 | Frédéric Toulmouche              |
| 1895         | Le Diable Couturier                          | Opéra-comique en un acte                        | Lionel Bonnemère                                 | Guy Ropartz                      |
| 1896         | La tulipe noire                              | Opéra-comique en un acte                        | Lionel Bonnemère Louis Tiercelin                 | Louis Barras                     |
| 1897         | Le légataire universel                       | Opéra bouffe en trois actes                     | Lionel Bonnemère Jules Adenis                    | Georges Pfeiffer                 |
| 1899         | Aux trois pigeons                            | Opéra-comique en un acte                        | Lionel Bonnemère                                 | Henri Eymien                     |
| 1899         | Mudarra                                      | Drame lyrique en quatre actes sept tableaux     | Lionel Bonnemère Louis Tiercelin                 | Fernand Le Borne                 |
| 1900         | Bouquet fané                                 | Poème symphonique                               | Lionel Bonnemère                                 | Armand Tejero                    |
| 1901         | Les dettes de Margot                         | Opéra-comique en un acte                        | Lionel Bonnemère                                 | Louis Nicole                     |
| 1902         | Chanson d'automne                            | Poème symphonique                               | Lionel Bonnemère                                 | Henry Eymieu                     |

## Théâtre
Au niveau des abréviations dans les livres de référence : a. Acte, A.P. à propos, B. Ballet, C. Comédie, C. B. Comédie bouffe, C. V. Comédie-Vaudeville, C. bur. Comédie burlesque, D. Drame, D.ly. Drame lyrique, Fé. Féerie, F. Folie, Mimod. Mimodrame, Mon. Monologue, Monom. Monomine, Mys. Mystère, O. Opérette, O. B. Opéra bouffe, O. C. Opéra-comique, P. Pièce, Par. Parodie, Poc. Pochade, Prol. Prologue, Prov. Proverbe, R. Revue, Sc. Scène, t. Tableau, Tra. Tragédie, V. Vaudeville, en v. en Vers.
| Date | Titre                   | type                         | Texte                        | Commentaire                                          |
| ---- | ----------------------- | ---------------------------- | ---------------------------- | ---------------------------------------------------- |
| 1878 | Mam'zelle Gervaise      | Comédie en un acte           | Lionel Bonnemère Léon Dinant | Théâtre de Cluny                                     |
| 1879 | la Farce du Feu d'amour | Comédie en un acte           | Lionel Bonnemère             | Théâtre de Cluny                                     |
| 1879 | Pendant la valse        | Comédie Vaudeville en 1 acte | Lionel Bonnemère             | Théâtre de Cluny                                     |
| 1879 | L’Augure                | Acte libre en vers libre     | Lionel Bonnemère             | Théâtre de Cluny                                     |
| 1879 | Entre deux Trains       | Comédie en 1 acte            | Lionel Bonnemère             | Théâtre de Cluny Théâtre de Passy, 76 rue de la Tour |

## Ecrits et publications
Il est membre de plusieurs Sociétés savantes et de tout type ou il développe ses connaissances et participe à la vulgarisation périodique de ses études archéologique ou anthropologique par des articles publiés dans les revus de ces sociétés.
On peut retrouver certains articles sur Persée ou dans le bulletin de la société d'études scientifiques d'Angers.
| Date | Titre                                                             | type        | Texte                        | Commentaire                              |
| ---- | ----------------------------------------------------------------- | ----------- | ---------------------------- | ---------------------------------------- |
| 1877 | Légendes bretonnes. Merlin et Jeanne d'Arc                        |             | Lionel Bonnemère             |                                          |
| 1879 | Voyage à travers les Gaules, 56 ans avant J.-C                    |             | Lionel Bonnemère             |                                          |
| 1880 | Monuments mégalithiques bretons                                   |             |                              |                                          |
| 1882 | Histoire nationale des Gaulois sous Vercingétorix                 |             | Lionel Bonnemère Ernest Bosc |                                          |
| 1883 | Le Menhir de la lande du Damné                                    |             |                              |                                          |
| 1884 | Superstitions bretonnes                                           |             |                              |                                          |
| 1886 | Sépultures des basses-Alpes                                       |             |                              |                                          |
| 1886 | Silex de Maine-et-Loire                                           |             |                              |                                          |
| 1886 | Superstition Angevine                                             |             |                              |                                          |
| 1886 | Ceinture bénie                                                    |             |                              |                                          |
| 1886 | Polichinelle                                                      | poésie      | Lionel Bonnemère             | La Revue illustrée de Bretagne & d'Anjou |
| 1886 | Baisers                                                           | poésie      | Lionel Bonnemère             | La Revue illustrée de Bretagne & d'Anjou |
| 1887 | Pierres de serpent                                                |             |                              |                                          |
| 1887 | Amulette bretonne                                                 |             |                              |                                          |
| 1887 | Baguette des sourciers vendéens                                   |             |                              |                                          |
| 1887 | Figures d'artistes: Joseph Gouézou                                |             | Lionel Bonnemère             | La Revue illustrée de Bretagne & d'Anjou |
| 1887 | Conte Breton                                                      |             |                              | La Revue illustrée de Bretagne & d'Anjou |
| 1888 | Les jeux publics et le théâtre chez les Gaulois                   |             | Lionel Bonnemère             |                                          |
| 1888 | Cimetière de chemellier                                           |             |                              |                                          |
| 1889 | Champ de bataille de Louerre                                      |             |                              |                                          |
| 1890 | Sépulture sous ardoise                                            |             |                              |                                          |
| 1890 | Le culte des fontaines dans les Cotes-du-Nord                     |             |                              |                                          |
| 1890 | Usage des oeufs conservés chez les chinois                        |             |                              |                                          |
| 1894 | Le dolmen de l'Ethiau                                             |             |                              |                                          |
| 1894 | Le cimetière de Grézillé                                          |             |                              |                                          |
| 1895 | Pierres gravées de la Nouvelle Calédonie                          |             |                              |                                          |
| 1896 | Tombes à escargots                                                |             |                              |                                          |
| 1896 | Le Menhir de Kéralin                                              |             |                              |                                          |
| 1901 | Les mollusques des eaux douces de France et leurs perles          | Malacologie | Lionel Bonnemère             |                                          |
| 1903 | L'emploi des œufs d'autruche aux temps préhistoriques             |             |                              |                                          |
| 1903 | A propos des cœurs vendéens                                       |             |                              |                                          |
| 1903 | Légendes de Bretagne                                              |             |                              |                                          |
| 1904 | Bracelets des tribus Gallas comparés aux bracelets préhistoriques |             |                              |                                          |
| 1904 | Une résille en perle et en coquillages                            |             |                              |                                          |

## Folkloriste
Grand collectionneur d'amulettes et de bijoux populaires bretons et angevins, il fait don de sa collection de près de 1 440 objets au musée d'Ethnographie du Trocadéro. Ses cahiers de recherches constituent le fonds d'archives Lionel Bonnemère du Mucem à Marseille.
Au Musée Joseph-Denais, il participera avec son épouse Esther Amélie Herman à enrichir la collection par des dons de plusieurs objets, dessins, et œuvres à Joseph Denais.
Livre : Amulettes et talismans : la collection Lionel Bonnemère